# Erika Tatiana Camacho

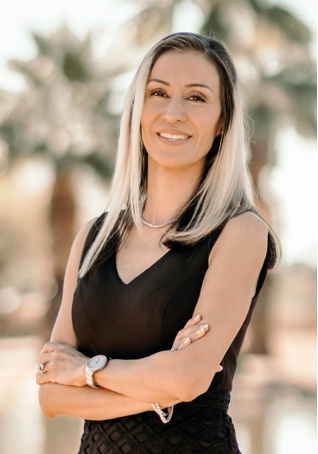
Erika Tatiana Camacho

Erika Tatiana Camachoa (* 3. September 1974 in Guadalajara, Mexiko) ist eine amerikanische Mathematikerin und Hochschullehrerin. Sie ist Professorin für angewandte Mathematik an der Arizona State University. Sie erhielt 2014 den Presidential Award of Excellence for Science, Mathematics, and Engineering Mentoring, die höchste nationale Mentoring-Auszeichnung, die vom Weißen Haus der Vereinigten Staaten verliehen wird.

## Leben und Werk
Camacho besuchte von 1990 bis 1993 die Garfield High School, wo sie von Jaime Escalante unterrichtet wurde. Sie studierte am Wellesley College, wo sie 1997 mit Auszeichnung den Bachelor of Arts in Mathematik und in Wirtschaftswissenschaften erhielt. Sie erwarb 2001 den Master of Science in Angewandter Mathematik an der Cornell University.  Hier promovierte sie 2003 in angewandter Mathematik bei Richard H. Rand mit der Dissertation: Mathematical Models of retinal Dynamics.
Sie arbeitete für ein Jahr als Postdoc am Los Alamos National Laboratory, wo sie Modelle zur Terrorismusbekämpfung entwickelte. In Zusammenarbeit mit einem Team, zu dem ein Soziologe, ein Informatiker und ein Physiker gehörten, befasste sie sich mit Fragen darüber, wie extremistische Gruppen entstehen und wie sie wachsen. 2004 wurde sie Assistenzprofessorin an der Fakultät für Mathematik der Loyola Marymount University. Sie war Mitbegründerin und Co-Leiterin der Summer Research Experiences for Undergraduates, der Applied Mathematical Sciences Summer Research Institute (AMSSI), das von 2005 bis 2007 von der National Science Foundation und der National Security Agency unterstützt wurde. 2007 wurde sie Professorin für angewandte Mathematik an der Arizona State University. Von 2013 bis 2014 lehrte sie am MIT im MLK Visiting Scholars Programm.
Als Fulbright-Stipendiatin und Gastwissenschaftlerin forscht sie seit Januar 2023 am Institut de la Vision-Sorbonne Université in Paris.

## Auszeichnungen
- 2012: SACNAS Distinguished Undergraduate Institution Mentor Award, Society for the Advancement of Chicanos and Native Americans in Science (SACNAS)
- 2014: Presidential Award of Excellence for Science, Mathematics, and Engineering Mentoring
- 2017: HENAAC Education Award, HENAAC/Great Minds in STEM
- 2018: Honorary Dean of the 2018 Youth Development Master's Institute, Kids at Hope
- 2019:  AAAS Mentor Award, American Association for the Advancement of Science (AAAS)
- 2019: Founders' Day Faculty Service Award, Arizona State University
- 2020: SACNAS Presidential Award, Society for the Advancement of Chicanos and Native Americans in Science (SACNAS)
- 2020:  AWM Hay Award, Association for Women in Mathematics (AWM)
- 2023: AWM Humphreys award, Association for Women in Mathematics (AWM)[3]